# 花序

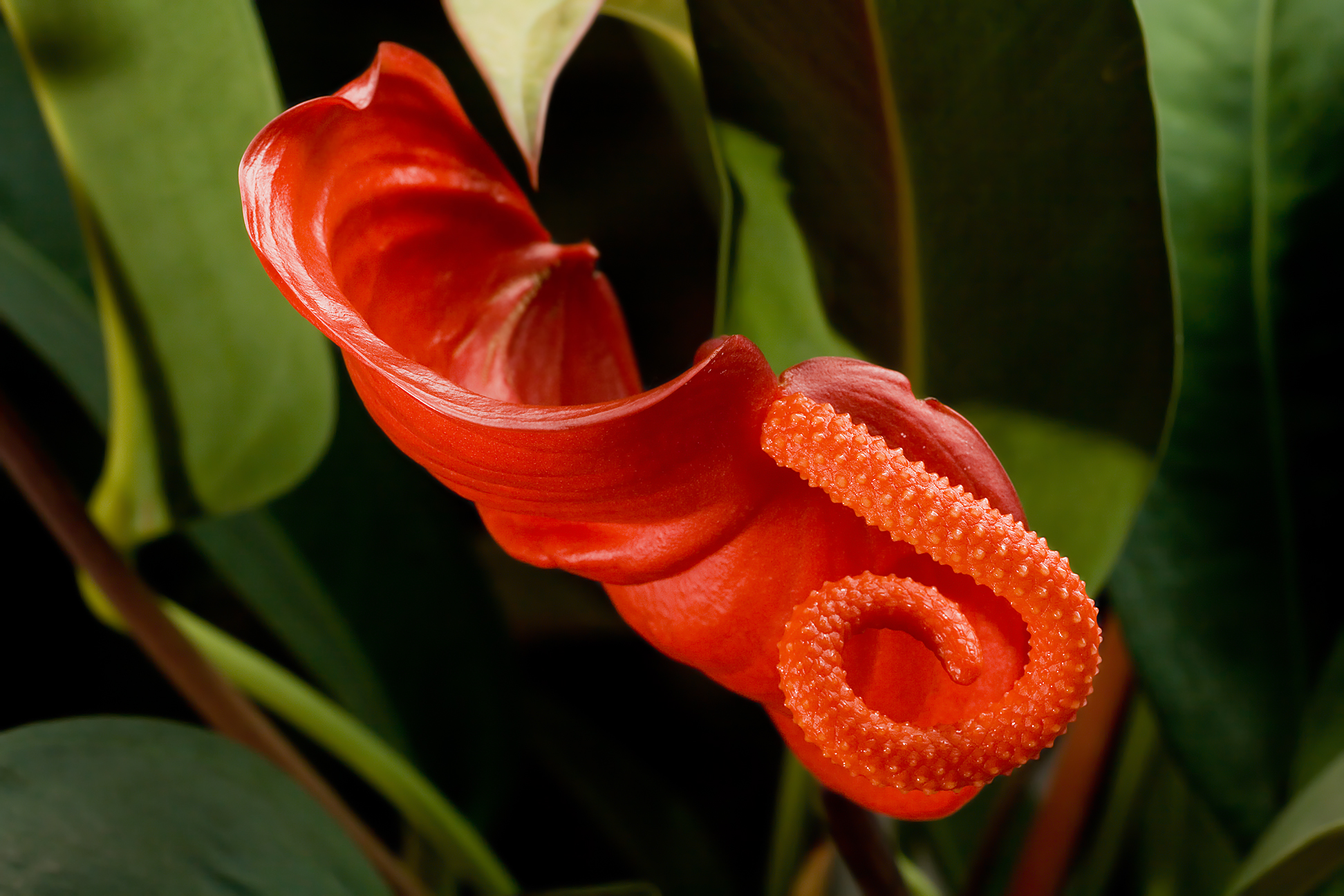
花烛属植物（Anthurium scherzerianum）的花序

花序（inflorescence）是指多朵花按照一定次序排列的花枝，这段花枝顶生或侧生于茎上。相对的概念是单生花，是指一朵花单独顶生或侧生于茎上。花序中花朵集中，花序整体也往往较显眼，有利于传粉。花序在果期（fruiting stage）內，即為果序（infructescence）。
支撐花序的柄稱為花序梗（peduncle），又稱為总花梗；花序梗的延伸供花梗着生的枝条，称为花序軸（rachis）；花序中支撐一朵花的小柄稱為花梗（pedicel），又稱為小花梗。嚴格的說，花序是種子植物的幼芽變異而來，包括節間和葉序（phyllotaxis）在長度和性質上的變異，也包括總（main）花梗、次（secondary）花梗在比例（proportion）、壓縮（compression）、膨大（swelling）、併生（adnation）、合生（connation）、退化（reduction）等處的變異。
花序主要分为“无限花序”和“有限花序”两大类。再按花序轴的长短及分枝与否、花朵在花序轴的排列方式及形态差异、花梗的有无及长短、花朵成熟及开放的顺序、以及花的叢集方式等来分型。分類用的術語，多根據一般性的描繪（general representations）而來，然而植物本質上卻可能有複式（combination）的表現。

## 分类依据

### 苞片
花序內常存在不能促進植物生長（非屬營養葉的；vegetative，營養性的）的變態葉狀物（modified foliage），以最廣義的觀點來說，任何和花序有關的葉片均稱為苞片（bract）。
苞片通常著生於總花梗和花序主軸的節（node）上，但花序之內也可能著生其他苞片。它們的主要作用係吸引傳粉者（pollinator）、和保護（protect）幼花。
根據苞片的有無及特徵，花序分類如下：
- 無苞片花序（Ebracteate inflorescences）：花序內沒有苞片者。
- 苞片花序（Bracteate inflorescences）：花序中的苞片通常特化（specialized）、或退化（reduced）成為分裂或分開的（divided or dissected）鱗片（scale）。
- 葉狀花序（Leafy inflorescences）：苞片未特化，外型與葉子近似，但尺寸（size）退化（reduce）。常有學者稱之為開花性分枝（flowering stem），而不稱為花序，但其畢竟不是葉子，而是苞片，所以就技術面而言，還是稱為葉狀花序較妥。
- 葉狀苞片花序（Leafy-bracted inflorescences）：介於苞片花序和葉狀花序之間。

如著生於分枝（stem）上的苞片繁多（如菊科植物），合稱為總苞（incolucre）；如花序內另有一組苞片，則稱為總小苞（involucel）。
| 無苞片花序 (例：紫藤) | 苞片花序 (例：旌节马先蒿) |  | 葉狀苞片花序 (例：鼻花) | 葉狀花序 (例：铁线莲状马兜铃) |

### 花序成熟模式
植物器官成長的方式，可分為單軸的（monopodial）和合軸的（sympodial）兩種模式。在花序裡，前者稱為無限花序（indeterminate）模式，後者稱為有限花序（determinate）模式，用來解釋尾端花是否成形、和花序中開花（flowering）的起點。
- 無限花序：又稱單軸花序、或開放（open）花序。尾端花苞不斷長出，側（lateral）花不斷形成，尾端花（即花序的端点）基本不会成熟。有时最次尾端花直立向上，看起來就像尾端花一般，但在花序的顶点还是存在尾端花苞的退化組織（vestige）。

向頂成熟無限花序
向頂成熟無限花序和尾端花
無限花序模擬退化尾端花的情況

- 有限花序：又稱合軸花序、或封閉花序，尾端花先发育成熟。側花通常由下部向上成熟的情况称为向頂成熟模式（acropetal maturation），側花係由上部往下成熟则稱為向基成熟模式（basipetal maturation），若側花係由中間向兩端成熟，稱為發散成熟（divergent maturation）模式。花序的主軸一般無法隨著花的順序綻放，陸續伸長。

向頂成熟有限花序
向基成熟有限花序
發散成熟有限花序

### 花排列模式
类似叶序，花序也可依据花在花序轴上的排列对齐方式分为互生和对生。

互生花
對生花

### 異位
器官脫離正常預期的位置，即為異位（metatopy）。當花軸不同部位、或連結花軸的器官的成長速率變易時，花序中的異位現象即發生。
一簇花或單生花腋生於苞片處時，苞片和花梗或花序梗的相對位置也可以成為判別植物分類的指標。
- “典型的苞片位置”與腋生花苞：
  - 花序腋生於苞片處（subtend）——苞片抱圍而襯托著花序。眾花生長在分枝（branched stalk）之上；苞片卻並非著生於分枝之上，而是與主枝（main stem）併生（adnate）或依附（attached）。植物學上，併生（adnate）係用來描繪不同組織（parts）的連結，而合生（connately joined）則用來描繪相同組織的連結。
  - 單生花腋生於苞片處（subtend）。

- “異常的苞片位置”與貼生花苞、聯生花苞：
  - 當苞片著生於分枝（花梗或花序梗 pedicel/peduncle）之上時，稱為貼生（recaulescent）。這些高度變態的（modified）苞片（bracts）或次苞片（bracteoles），有時候看起來像是花萼的附屬物（appendage）。貼生（recaulescence）即為苞片與花序梗、花梗、甚至於花苞本身的的結合（fusion）。
  - 當花苞明顯高於苞片時，稱為聯生（concaulescent）。

| 腋生花苞 (例：欧洲百合) | 貼生花苞 (例：小叶椴) |  | 聯生花苞 (例：番茄) |

## 类型

### 无限花序
按单轴分支的方式进行花的分化，花在花序轴上由下依次向上（或从外向内）开放，顶部仍可不断分化出花，这类花序称无限花序，或总状类花序。无限花序包括八种简单花序，一些简单花序可进一步组合成複合花序，如总状花序组成複总状花序。

#### 总状花序（Raceme）
基部花柄較上部花柄略長。如：十字花科的白菜、萝卜的花序。
总状花序进一步排列成总状，称为複总状花序，亦稱為圓錐花序。如丁香。

#### 繖房花序（Corymb）
花序轴上各花的花柄自下而上依次变短，各花分布在同一水平上，如麻叶绣线菊。

#### 繖形花序（Umbel）
花柄等长的小花生于花序轴顶端，如五加科的人蔘、常春藤。複繖形花序则是繖形科的一个特征。
| 繖形花序 (例：西洋接骨木) | 複繖形花序 (例：宽叶脂胶芹) |

#### 头状花序（Head）
多数无柄的小花生于球形或圆锥形或扁平的花序轴上，呈头状花序，如合欢、向日葵。向日葵等菊科植物的头状花序与合欢的不同，花序外有数轮总苞片，此类花序又称篮状花序（Capitulum）。
| 頭狀花序 (例：起绒草) | 籃狀花序 (例：德国洋甘菊) |  | 複頭狀花序 (例：金槌花) |

#### 隐头花序（Hypanthodium）
為桑科榕屬專有花序，常見植物例如：愛玉、無花果。肉质花序轴向内卷曲呈囊状，单性小花生于囊内表面，雄花在上，雌花在下，囊顶有小孔，供昆虫出入以传粉。

隐头花序
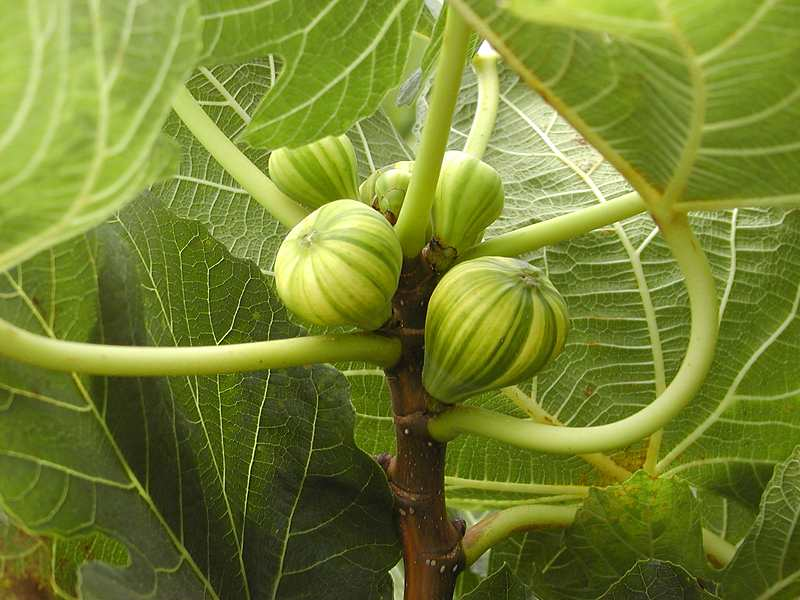
Ficus carica

#### 穗状花序（Spike）
无柄小花生于花序轴上，如马鞭草。複穗状花序见于小麦。
| 穗状花序 (例：北车前) | 複穗状花序 (例：普通小麦) |

#### 柔荑花序（Catkin）
柔荑花序是一種花序轴上生单性的无柄或具短柄的小花。大多柔软下垂，开花后整个花序脱落，如枫杨。

柔荑花序
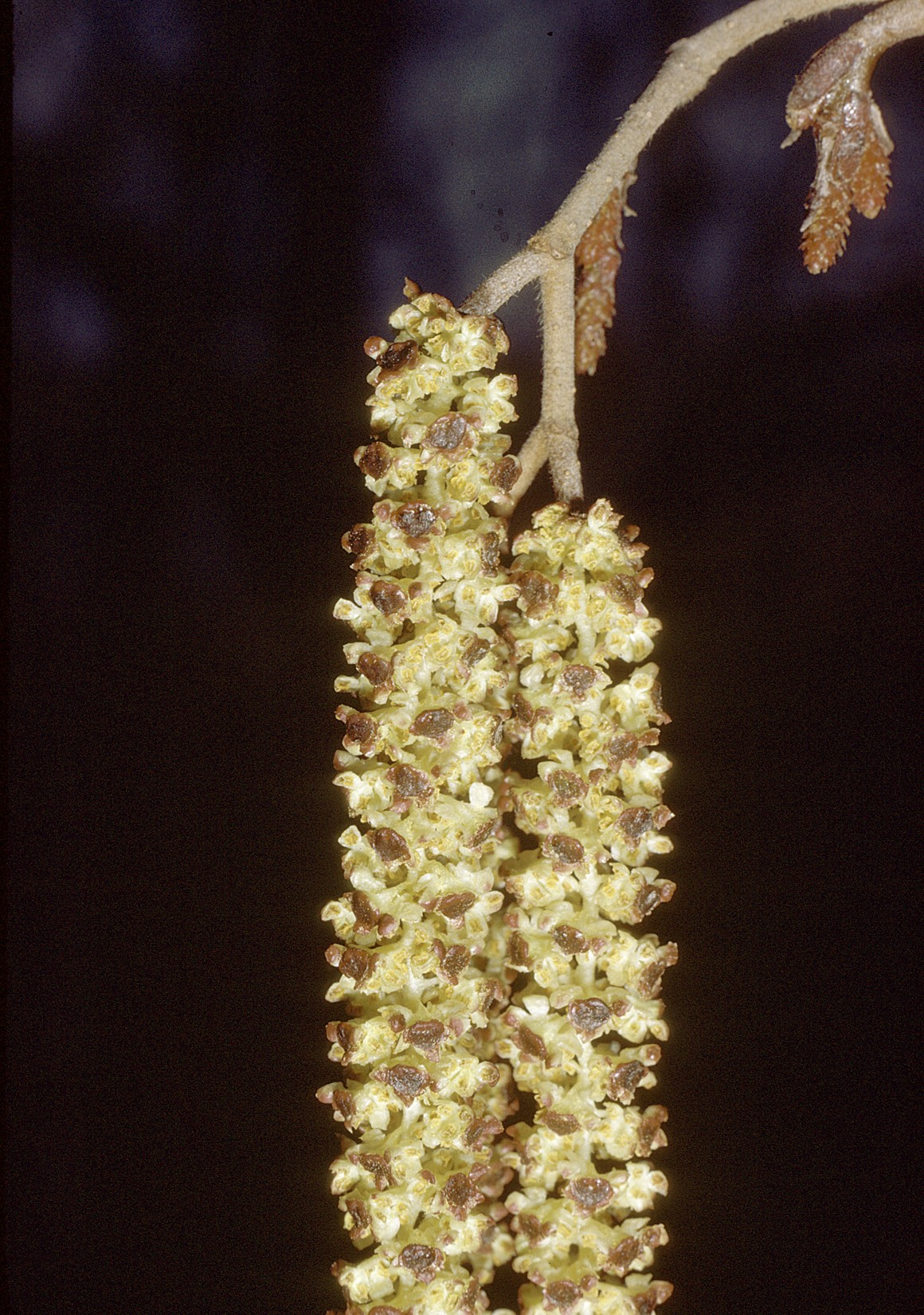
灰桤木 Alnus incana

#### 肉穗花序（Spadix）
无柄单性小花生于肉质膨大的花序轴上，如玉米的雌花序。天南星科植物的肉穗花序为1佛焰苞片包被，称佛焰花序。

肉穗花序
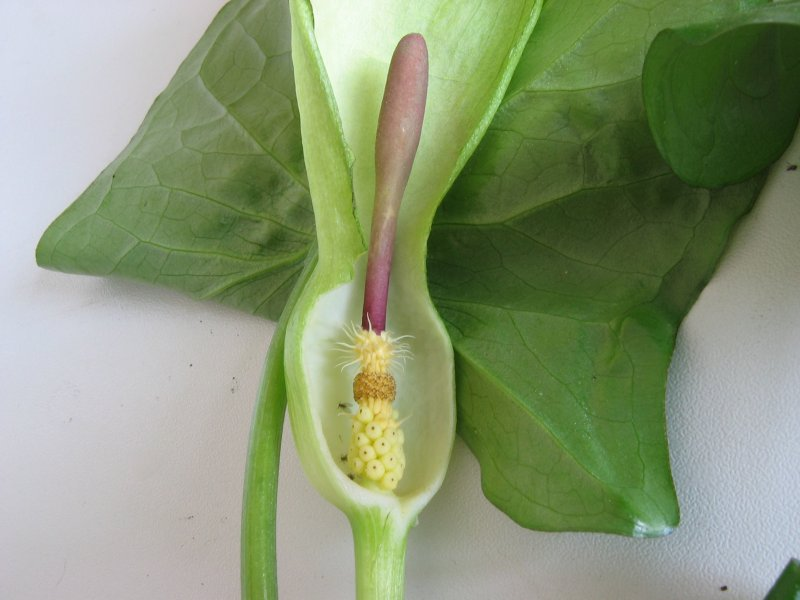
Arum maculatum

### 有限花序
花軸生長有限，而花朵的數目也無法逐漸增加；花由上而下，自中心部分往周圍開放。

#### 單生花（Solitary）
不在花序之內的花，稱為獨立花（solitary flower），其花梗稱為總花梗（peduncle），也就是花軸頂端只生一朵花，如荷花。

單生花
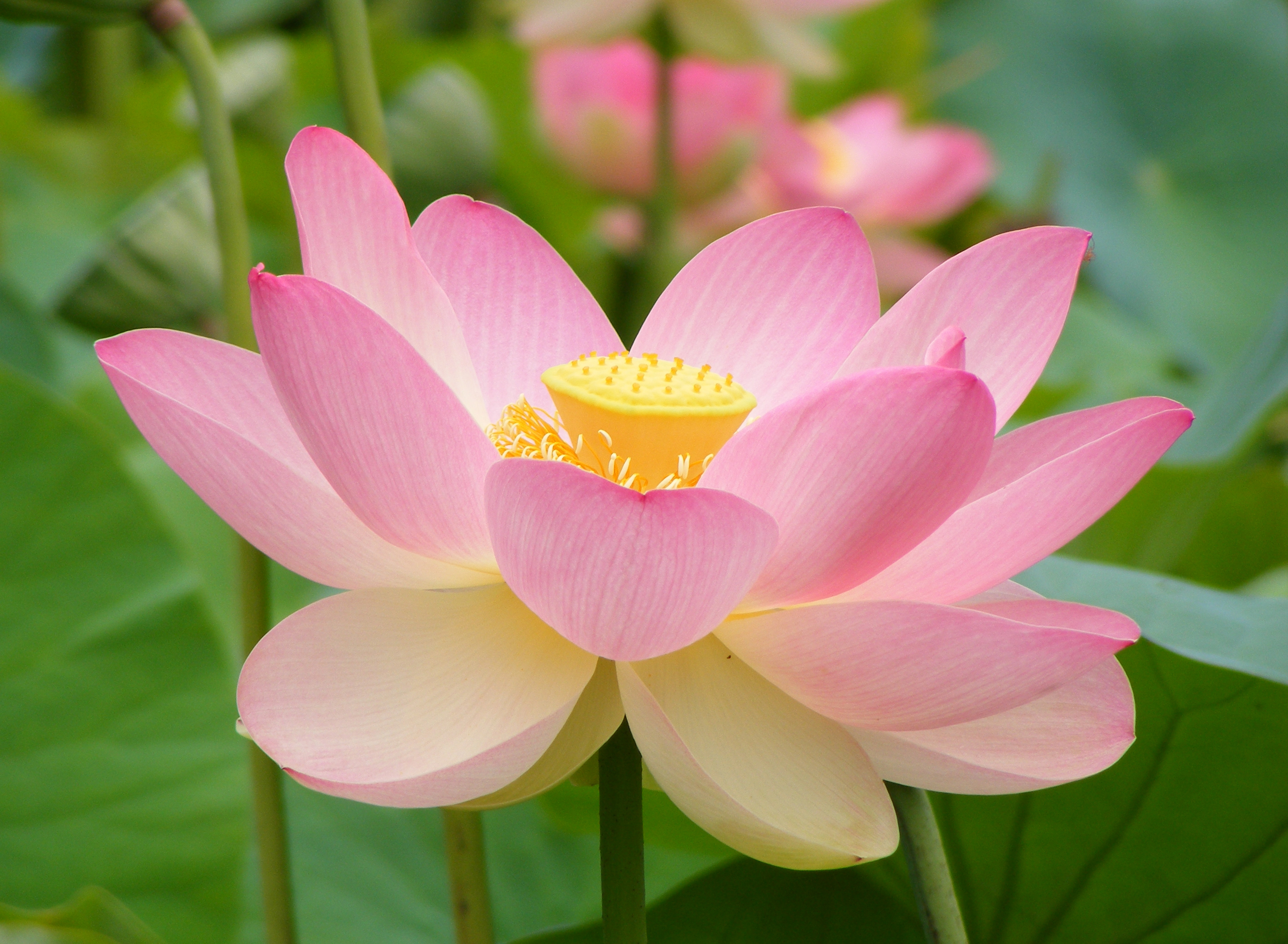
Nelumno nucifera

#### 大戟花序（Cyathium）
又稱密繖花序、杯狀聚繖花序，為大戟科大戟屬專有花序。肉质總苞向内卷曲呈囊状，单性小花呈繖狀生于囊内，雌花在中，雄花在四周，總苞旁有蜜線，昆虫食蜜同時传粉。

大戟花序
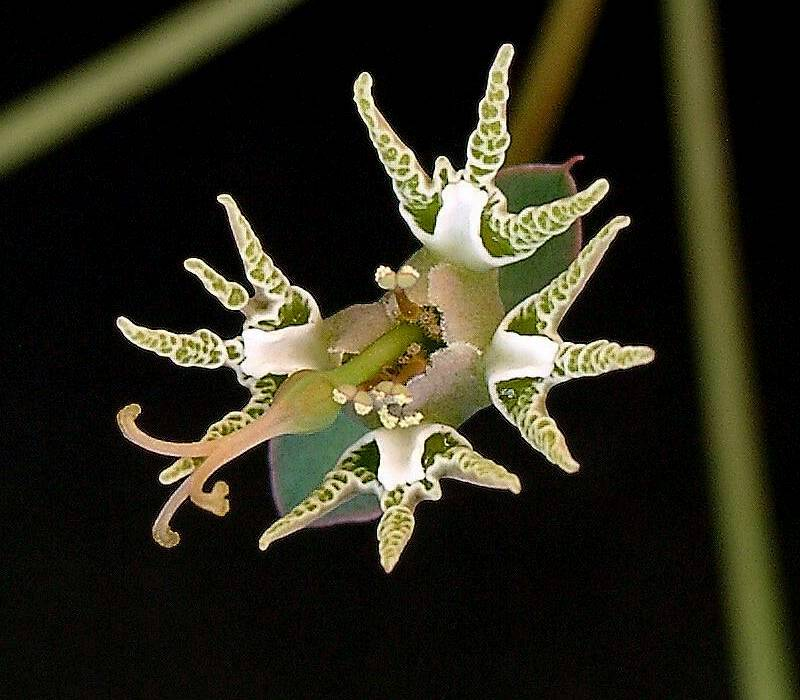
Euphorbia tridentata

#### 聚繖花序（Cyme）
花序最內或中央的一朵花最先開放，然後漸及於兩側開放。把上述模式作為基本模式，重複此模式。
聚繖花序可分為：單一聚繖花序、複合聚繖花序、螺旋聚繖花序（bostryx）、蠍尾聚繖花序(cincinnus)、鐮狀聚繖花序（drepanium）、扇形聚繖花序（rhipidium）等，每朵花所附属的苞片在花序发育过程中的三维相对位置是肉眼辨别聚伞花序类型的关键。部分观点认为扇形聚伞花序实应视为总状花序的一种变体。
| 单歧聚伞花序 侧视图                     |  | 二歧聚伞花序 侧视/俯视图 (例：异株蝇子草) |  |                                           |  |                                         |
| 螺状聚伞花序 侧视/俯视图 (例：茅膏菜属) |  | 蝎尾聚伞花序 俯视/侧视图 (例：琴颈草)     |  | 鐮狀聚傘花序 侧视/俯视图 (例：覆瓣唐菖蒲) |  | 扇状聚伞花序 侧视/俯视图 (例：香鸢尾属) |